# San Juan (Soba)
San Juan es una localidad del municipio de Soba (Cantabria, España). En el año 2008 contaba con una población de 96 habitantes (INE). La localidad se encuentra a 230 metros de altitud sobre el nivel del mar, y a 6,7 kilómetros de la capital municipal, Veguilla.
- Datos: Q5660235